# Leptinella
Leptinella es un género de planta alpina perteneciente a la familia  Asteraceae, comprende 33 especies, distribuidas por Nueva Guinea, Australia, Nueva Zelanda,las islas Subantárticas , y Sudamérica.
Durante 100 años, las especies de Leptinella fueron consideradas parte del género  Cotula, pero el género Leptinella fue reintegrado por Lloyd & Webb en 1987. Se determinó que todas las especies de Leptinella se distinguen de las de las otras dos secciones de Cotula, y de otras Anthemideae, por sus evidentes corolas "infladas" en sus floretes y por el número de cromosomas basados en x = 26.

## Taxonomía
El género fue descrito por Alexandre de Cassini y publicado en Bull. Sci. Soc. Philom. Paris 1822: 127. 1822.

## Especies aceptadas
A continuación se brinda un listado de las especies del género Leptinella aceptadas hasta junio de 2012, ordenadas alfabéticamente. Para cada una se indica el nombre binomial seguido del autor, abreviado según las convenciones y usos:
- Leptinella albida (D.G.Lloyd) D.G.Lloyd & C.J.Webb
- Leptinella atrata (Hook.f.) D.G.Lloyd & C.J.Webb
- Leptinella calcarea (D.G.Lloyd) D.G.Lloyd & C.J.Webb
- Leptinella dendyi (Cockayne) D.G.Lloyd & C.J.Webb
- Leptinella dioica Hook.f.
- Leptinella dispersa (D.G.Lloyd) D.G.Lloyd & C.J.Webb
- Leptinella drummondii (Benth.) D.G.Lloyd & C.J.Webb
- Leptinella featherstonii F.Muell.
- Leptinella filicula (Hook.f.) Hook.f.
- Leptinella filiformis (Hook.f.) D.G.Lloyd & C.J.Webb
- Leptinella goyenii (Petrie) D.G.Lloyd & C.J.Webb
- Leptinella intermedia (D.G.Lloyd) D.G.Lloyd & C.J.Webb
- Leptinella lanata Hook.f.
- Leptinella longipes Hook.f.
- Leptinella maniototo (Petrie) D.G.Lloyd & C.J.Webb
- Leptinella membranacea
- Leptinella minor Hook.f.
- Leptinella nana (D.G.Lloyd) D.G.Lloyd & C.J.Webb
- Leptinella pectinata (Hook.f.) D.G.Lloyd & C.J.Webb
- Leptinella peduncularis DC.
- Leptinella plumosa Hook.f.
- Leptinella potentillina F.Muell.
- Leptinella pusilla Hook.f.
- Leptinella pyrethrifolia (Hook.f.) D.G.Lloyd & C.J.Webb
- Leptinella reptans (Benth.) D.G.Lloyd & C.J.Webb
- Leptinella rotunda D.G.Lloyd & C.J.Webb
- Leptinella rotundata (Cheeseman) D.G.Lloyd & C.J.Webb
- Leptinella sarawaketensis (P.Royen & D.G.Lloyd) D.G.Lloyd & C.J.Webb
- Leptinella scariosa Cass.
- Leptinella serrulata (D.G.Lloyd) D.G.Lloyd & C.J.Webb
- Leptinella squalida Hook.f.
- Leptinella tenella (A.Cunn.) D.G.Lloyd & C.J.Webb
- Leptinella traillii (Kirk) D.G.Lloyd & C.J.Webb
- Leptinella wilhelminensis (P.Royen) D.G.Lloyd & C.J.Webb